# Uffe Tang
 Der er for få eller ingen kildehenvisninger i denne artikel, hvilket er et problem. Du kan hjælpe ved at angive troværdige kilder til de påstande, som fremføres i artiklen.

Uffe Tang (født 5. november 1971 i Grønbjerg, Ringkøbing) er en dansk journalist og spindoktor samt tidligere vært på TV2 News, redaktionschef og politisk redaktør i DR Nyheder. 
Han er uddannet journalist fra Danmarks Journalisthøjskole i Aarhus i 1999 efter praktik på Morgenavisen Jyllands-Posten. Efter endt uddannelse kom han til Berlingske Tidende som redaktionssekretær. Efter fire år som avisens nyhedsredaktør rykkede han i 2006 til Christiansborg som politisk reporter for avisen. Her var han indtil han i 2012 kom til DR og kort efter overtog ansvaret for den politiske redaktion fra Ask Rostrup. Fra august 2019 - juni 2020 var han ansat hos TV2 Danmark som vært på TV2 News.    
Fra 2022 er han ansat som spindoktor for  Kirkeminister, minister for landdistrikter og minister for nordisk samarbejde, Louise Schack Elholm.  
I 2009 modtog han sammen med tre kolleger FUJ-Prisen for Fremragende Undersøgende Journalistik for en længere afdækningen af, hvordan Udlændingeservice (Udlændingestyrelsen) vildledte danske statsborgere om deres ret til at blive familiesammenført med udenlandske ægtefæller efter de særlige EU-regler om vandrende arbejdskraft. Ombudsmanden kritiserede både Udlændingeservice og integrationsminister Birthe Rønn Hornbech (V) for hendes rolle i sagen.   
Uffe Tang blev i 2013 optaget i Kraks Blå Bog.
Han bor sammen med den svenske politiker Lawen Redar (sv).